# غواردما ديل سيجورا
بلدية المُدَوَّر (بالإسبانية: Guardamar del Segura غواردمار ديل شقورة)‏, هي بلدية تقع في مقاطعة اليكانتي. جنوب شرق إسبانيا. يبلغ عدد سكانها 14.261 نسمة.

## المناخ
يظهر الجدول التالي التغييرات المناخية على مدار السنة لغواردما ديل سيجورا:
| البيانات المناخية لـغواردما ديل سيجورا | البيانات المناخية لـغواردما ديل سيجورا | البيانات المناخية لـغواردما ديل سيجورا | البيانات المناخية لـغواردما ديل سيجورا | البيانات المناخية لـغواردما ديل سيجورا | البيانات المناخية لـغواردما ديل سيجورا | البيانات المناخية لـغواردما ديل سيجورا | البيانات المناخية لـغواردما ديل سيجورا | البيانات المناخية لـغواردما ديل سيجورا | البيانات المناخية لـغواردما ديل سيجورا | البيانات المناخية لـغواردما ديل سيجورا | البيانات المناخية لـغواردما ديل سيجورا | البيانات المناخية لـغواردما ديل سيجورا | البيانات المناخية لـغواردما ديل سيجورا |
| الشهر                                  | يناير                                  | فبراير                                 | مارس                                   | أبريل                                  | مايو                                   | يونيو                                  | يوليو                                  | أغسطس                                  | سبتمبر                                 | أكتوبر                                 | نوفمبر                                 | ديسمبر                                 | المعدل السنوي                          |
| -------------------------------------- | -------------------------------------- | -------------------------------------- | -------------------------------------- | -------------------------------------- | -------------------------------------- | -------------------------------------- | -------------------------------------- | -------------------------------------- | -------------------------------------- | -------------------------------------- | -------------------------------------- | -------------------------------------- | -------------------------------------- |
| متوسط درجة الحرارة الكبرى °م (°ف)      | 16 (61)                                | 17 (63)                                | 19 (66)                                | 20 (68)                                | 23 (73)                                | 27 (81)                                | 30 (86)                                | 31 (88)                                | 28 (82)                                | 24 (75)                                | 20 (68)                                | 17 (63)                                | 23 (73)                                |
| متوسط درجة الحرارة الصغرى °م (°ف)      | 6 (43)                                 | 7 (45)                                 | 8 (46)                                 | 10 (50)                                | 13 (55)                                | 16 (61)                                | 19 (66)                                | 20 (68)                                | 18 (64)                                | 14 (57)                                | 10 (50)                                | 7 (45)                                 | 12 (54)                                |
| الهطول مم (إنش)                        | 25 (1.0)                               | 29 (1.1)                               | 28 (1.1)                               | 34 (1.3)                               | 29 (1.1)                               | 20 (0.8)                               | 7 (0.3)                                | 13 (0.5)                               | 37 (1.5)                               | 67 (2.6)                               | 46 (1.8)                               | 36 (1.4)                               | 371 (14.5)                             |
| المصدر: holiday-weather.com            |                                        |                                        |                                        |                                        |                                        |                                        |                                        |                                        |                                        |                                        |                                        |                                        |                                        |

## أعلام
- دانييل بيريز
- خوان مانويل أورتيز

## وصلات خارجية
- (بالإسبانية)